# Obonjan
Obonjan je otočić u Jadranskom moru, na hrvatskom dijelu Jadrana. Otok se nalazi u šibenskom akvatoriju, nedaleko Zlarina. Otok je bio poznat kao otok zmija, ali su zmije istrijebljene uvozom mungosa na otok. 
Prije Domovinskog rata, točnije 1971. godine na nenastanjeni i makijom obrasli otok iskrcala se brigada izviđača koji su prvi počeli uređivati negostoljubivi otok u oazu mladih. Kasnijih godina su izviđači iz cijele bivše Jugoslavije sudjelovali na Omladinskim radnim akcijama (Slunj, Zagreb, Požarevac,...) Obonjan su izviđači iz divljeg otoka pretvorili u otok za ljetovanje sagradivši spremište za vodu od milijun litara, plaže, amfiteatar, igrališta i spremišta za šatorski tip ljetovanja. Prvi direktor Otoka mladosti je bio Slavko Bjažić. Za vrijeme rata na otoku su boravile izbjeglice. Nakon odlaska izbjeglica, Grad Šibenik se upisuje kao vlasnik zemljišta i nekretnina. SIH (Savez izviđača Hrvatske) pokreće spor na sudu, koji gubi 2007. godine. Nakon toga, otok se počinje komercijalizirati i gubi robinzonski i romantični duh koji je vladao tijekom godina kada se na otok moglo samo u organizaciji pojedinih izviđačkih organizacija iz Hrvatske.
Otok ima tri luke od kojih su u funkciji dvije. Jedna se koristi kao glavna, dok se druga, tzv. sjeverna koristi u slučaju loših vremenskih uvjeta u glavnoj luci. Treća luka je stara luka koja služi kao dio plaže. Najpoznatiji logori su bili oni izviđačkih organizacija Pakrac, Osijek-Čepin, Zagreb-Trešnjevka, Vinkovci, Virovitica.